# Martin Kelp
Martin Kelp (* 1659 in Halvelagen; † 5. Juni 1694 in Meschen) war ein siebenbürgisch-sächsischer lutherischer Geistlicher, Historiker und Pädagoge.

## Leben
Geboren als Sohn des einstigen Rektors der Bergschule Schäßburg und Pfarrers von Halvelagen Georg Kelp, besuchte er erst die Schule seiner Heimatstadt. In Hermannstadt bezog er das Gymnasium, kehrte dann wieder ein Jahr in seine Heimatstadt zurück und hatte sich das Rüstzeug erworben, eine Universität zu besuchen. Über eine Reise nach Polen gelangte er 1679 an die Universität Wittenberg, ging etwa zwei Jahre später nach Hamburg, um bei Esdras Edzardus hebräische Sprachstudien zu betreiben. Im Anschluss wechselte Kelp an die Universität Leipzig, um dort 1684 mit der Dissertation „Natales Saxonum Transsilvaniae aposciasmate historico illustrati“, den akademischen Grad eines Magisters, zu erwerben.
Im Juli 1684 kehrte er in sein Heimatland zurück und wurde dort, als Nachfolger von Elias Ladiver, Rektor des Schäßburger Gymnasiums. Dabei erwarb er sich bei der Ausbildung der Jugend große Verdienste und begründete die dortige Bibliothek. Im Sommer 1687 wurde er Pfarrer in Bodendorf (Siebenbürgen), wo er auch weiter privat unterrichtete. Anschließend ging er als Pfarrer nach Meschen, wo er noch in jungen Jahren verstarb. Als Pädagoge hatte er eine Vielzahl von Persönlichkeiten herangebildet und sich mit seiner Bearbeitung der Geschichte von Siebenbürgen einen Namen gemacht.

## Werkauswahl
- De magistratu politico, 1685
- Positiones theologicae ex articulo de ministerio ecclesiastico